# Le Tueur de Hong Kong

Le Tueur de Hong-,,Kong (The Killer) est un film hongkongais réalisé par Chu Yuan et sorti en 1972. 
En France, le film a été interdit aux moins de 18 ans à sa sortie en salles.

## Histoire
Une entreprise transnationale d'import-export, persécutée par un groupe paramilitaire nationaliste usurpant des fonctions de police, fait appel au tueur professionnel éponyme pour régler le problème.

## Fiche technique
- Titre original : The Killer - 大殺手
- Réalisation : Chu Yuan
- Scénario : Kuo Chia
- Photographie : Wu Cho-hua
- Chorégraphie des combats : Yuan Ta-yen, Yuan Hsian-jen
- Société de production : Shaw Brothers
- Pays d'origine : Hong Kong
- Langue originale : mandarin
- Format : couleurs - 2,35:1 - mono - 35 mm
- Genre : drame, action, soja-karaté[1]
- Dates de sortie : 
  - 1972 (HK)
  - 16 janvier 1974 (Paris)[5]

## Distribution
- Chin Han : un ancien saltimbanque reconverti dans le fonctionnariat
- Wang Ping : une ancienne saltimbanque reconvertie dans la « chanson »
- Tsung Hua : un ancien saltimbanque reconverti dans l'élimination physique
- Ching Miao : maître Wang, un notable s'arrogeant des fonctions régaliennes
- Yang Chih-ching : monsieur Chao, un professeur d'arts martiaux
- Ku Feng : un professionnel du katana
- Tsang Choh-lam : un clown